# Маріуполіс 2
«Маріуполіс 2» ― документальний фільм Мантаса Кведаравічюса (лит. Mantas Kvedaravičius) та Ганни Білобрової (Литва, Німеччина, Франція), змонтований з документальних матеріалів, які режисер зміг відзняти до того, як його вбили російські окупанти. Стрічку було представлено на Каннському фестивалі в офіційній програмі. Це перший фільм про російське вторгнення в Україну.
17 листопада 2022 фільм вийшов в український прокат .

## Історія створення
Це другий фільм литовського режисера-документаліста, присвячений українському Маріуполю. Перший фільм «Маріуполіс» Кведаравічюс зняв протягом весни-осені 2015 року в Маріуполі та в селищах Широкіне та Сартана.
У лютому 2022 року, коли почалося повномасштабне вторгнення до України, Мантас вирушив до Маріуполя, щоби задокументувати ситуацію в місті. Режисер близько місяця знімав життя міста напередодні окупації росіянами. Він встиг зафіксувати життя міста на лінії фронту, де ще стояв Маріупольський драмтеатр до його знищення росіянами, позначений як місце перебування дітей, та вже тривали бої за «Азовсталь». Наприкінці березня Кведаравічюса взяли в полон і вбили російські військові.
Фільм було змонтовано з врятованих фрагментів відео, які зберегла Ганна Білоброва, наречена режисера, яка з ним була в Маріуполі. Вона вивезла відео до Литви, де з Дунею Сичовою, монтажеркою фільму «Маріуполіс», змонтувала стрічку.

## Про фільм
Фільм розповідає про життя мешканців Маріуполя, які ховаються від російських обстрілів у місцевій баптистській церкві: як вони заселяються, налаштовують побут, живуть та вимушено покидають свій прихисток. Люди обговорюють буденні справи, ведуть звичайні розмови, тональність яких поступово змінюються ― від бадьорої й оптимістичної до все більш тривожної. У фільмі є декілька спеціально записаних монологів місцевих жителів.
Події фільму розгортаються повільно, камера довго фіксується на одній точці. Атмосферу фільму створює і звук ― чути звуки вибухів, лунає стрілянина та раптом радісно цвірінькають синички.